# TDP4:チームバトル
『TDP4:チームバトル』は、オンラインシューティングバトルゲーム。

## 概要
2Dのシューティングゲーム。元は外国でサービスが行われていたのだが、日本でもYahoo!モバゲーとげん玉でサービスが行われている。銃や手榴弾、地雷と言った武器を駆使し人と戦う。銃は架空の物だけではなく実在する武器もある。
武器の購入には架空通貨のシルバーやクレジットを用いる。クレジットは、課金以外にメダル獲得や、ルーム内で250回撃破することで1クレジット手に入る。シルバーは、相手を1回倒すごとに1シルバー手に入る。
レベルやスキルが存在し、相手を倒すことによって得られる経験値（レベル差ごとに増える。詳細は後述）を獲得してレベルを上げる。レベルが1上がるごとにスキルポイントを1上げる事が出来る。レベルは最大70で、スキルは各10（アーティファクトを買えば、さらに7+）でHP、防御、運、爆破、力、命中、バウンティの7つがある。スキルは武器を買うために必要な場合もある。
オンラインでチャットをしたり、戦場に友達を招待したりすることが可能。

## メンテナンス
メンテナンスは不定期に行われている。Yahoo!モバゲーでは以前、予告せずにメンテナンスをしたことがあった。

## 登場武器
- ピストル
- Glock18
- colt king cobra
- gold eagle
- 10mm sop
- サブマシンガン
- mini-uzi
- skopion vz.61
- MP5
- colico M960
- 9A-91
- ショットガン
- winchester
- beneli m4
- Jack hammer
- popgun
- AA-12
- アサルトライフル
- AK-47
- M16
- Steyr Aug
- Oclcw XM8
- assasin
- Gauss Rifle
- スナイパーライフル
- WA2000
- Dragnov
- Barrett
- HK PSG1
- VSS
- ヘビーマシンガン
- RPD
- M60E4
- M249 SAW
- Gatling gun
- エネルギーガン
- Laser LGM
- Laser LGH
- Plasma shocker
- PG mark I
- PG mark Ⅱ
- PSL Pistol
- ロケットランチャー
- H.Z.
- 6G30
- SMAW
- M202A2
- Snow man
- Cupido gun
- 元素
- Thunder bringer
- Fire Starter
- Medieval weapons
- Cross bow
- Demon Hunter

## スロット詳細
スロットは1回回すごとにクレジットを8消費する。大当たりは「PG mark Ⅱ」である。
| 商品         | 確率     | 備考                                          |
| ------------ | -------- | --------------------------------------------- |
| 50シルバー   | 81.9999% | 銀色のコインがスロットの中に1枚               |
| 300シルバー  | 5%       | 銀色のコインがスロットの中に2枚               |
| 500シルバー  | 2%       | 銀色のコインがスロットの中に3枚               |
| 24クレジット | 7%       | 緑色のお札がスロットの中に2枚                 |
| 40クレジット | 4%       | 緑色のお札がスロットの中に3枚                 |
| Jack Pot     | 0.0001   | 大当たり。骸骨（がいこつ）がスロットの中に3体 |

ちなみに、現在スロットはゲーム上にはない。

## レベル
- レベル（lv）は経験値をためることによって上がっていく。
  - 基本的に1人倒すごとに1経験値獲得。
  - 相手のlvが自分より上ならば経験値獲得量が増える。
    - 自分より1lv上だと2、自分より2lv上だと3というように「（相手のレベル）-（自分のレベル）+1」（最大10）獲得する。

  - lvを上げるために必要な経験値は1lvが50、2lvが100、3lvが600。以降は600+(現在のlv-2)×150となっている。